# 22 avril 1915
Le jeudi 22 avril 1915 est le 112e jour de l'année 1915.

## Naissances
- José María Arizmendiarrieta (mort le 29 novembre 1976), prêtre espagnol
- Viatcheslav Filipovitch Bachkirov (mort le 15 février 2001), aviateur soviétique

## Décès
- Alfred Ély-Monbet (né le 15 décembre 1879), sculpteur français
- Ambroise de Poulpiquet (né le 25 juin 1878), religieux dominicain et écrivain français
- Maurice Gufflet (né le 15 août 1863), skipper français
- Yané Sandanski (né le 18 mai 1872), révolutionnaire bulgare

## Événements
- Fin de la bataille de la colline 60.
- Lors de la deuxième bataille d'Ypres, les Allemands utilisent pour la première fois du gaz chloré sur le front français.